# Paweł Łapiński
Paweł Łapiński (ur. 1985 r. w Gdyni) – polski tłumacz i przekładoznawca, członek oddziału północnego Stowarzyszenia Tłumaczy Literatury.

## Życiorys
Absolwent filologii romańskiej Uniwersytetu Wrocławskiego i filologii romańskiej Uniwersytetu Warszawskiego. Doktor nauk humanistycznych na Wydziale Filologicznym Uniwersytetu Gdańskiego, gdzie przygotował rozprawę doktorską na temat recepcji najnowszej literatury polskiej we Francji. Autor artykułów publikowanych w czasopismach recenzowanych, takich jak Przekładaniec i Między Oryginałem, a Przekładem oraz licznych przekładów – powieści, komiksów i książek obrazkowych.

## Tłumaczenia
- Anna Gavalda, Billie (Wydawnictwo Literackie 2014 r.) nr ISBN: 9788308053652[1]
- Yves Grevet, Meto. Tom 1. Dom (Wydawnictwo Dwie Siostry 2014 r.) nr ISBN: 9788363696221[2]
- Mazarine Pingeot, Wpadki i wypadki Joséphine F. (Wydawnictwo Literackie 2015 r.) nr ISBN: 9788308055038[3]
- Anna Gavalda, Lepsze życie (Wydawnictwo Literackie 2015 r.) nr ISBN: 9788308055175[4]
- Isabelle Thomas, Frédérique Veysset, Francuski szyk dla mężczyzn (Wydawnictwo Literackie 2015 r.) nr ISBN: 9788308060117[5]
- Yves Grevet, Meto. Tom 2. Wyspa (Wydawnictwo Dwie Siostry 2015 r.) nr ISBN: 9788363696504[6]
- Anne Humbert, Émilie Albertini Bądź chic! Tajemnice kobiecej garderoby (Wydawnictwo Literackie 2015 r.) nr ISBN: 9788308060438[7]
- Yves Grevet Meto. Świat (Wydawnictwo Dwie Siostry 2016 r.) nr ISBN: 9788363696993[8]
- Astrid Debordes, Pauline Martin Miłość (Wydawnictwo Entliczek 2016 r.) nr ISBN: 9788363156169[9]
- Paul Morand, Coco Chanel Czar Chanel (Wydawnictwo Literackie 2016 r.) nr ISBN: 9788308060988[10]
- Yves Grevet U4:Koridwen (Wydawnictwo Polarny Lis 2016 r.) nr ISBN: 9788394561710[11]
- Astrid Debordes, Pauline Martin, Moja młodsza siostra (Wydawnictwo Entliczek 2017 r.) nr ISBN: 9788363156220[12]
- Vincent Villeminot, U4:Stéphane (Wydawnictwo Polarny Lis 2017 r.) nr ISBN: 9788394561765[13]
- Beatrice Alemagna, Tuli-pucho-kłaczek (Wydawnictwo Wytwórnia 2017 r.) nr ISBN: 9788364001368[14]
- Hideko Yamashita, Dan-sha-ri. Jak posprzątać, by oczyścić swoje serce i umysł (Wydawnictwo Literackie 2017 r.) nr ISBN: 9788308063835[15]
- Marc Boutavant, Astrid Desbordes, Edzio i przyjaciele. Z górki na pazurki (Wydawnictwo Wytwórnia 2018 r.) nr ISBN: 9788364011641[16]
- Astrid Desbordes, Pauline Martin, Co mi powiedział tata (Wydawnictwo Entliczek 2018 r.) nr ISBN: 9788363156275[17]
- Patrick Doyon, André Marois, Złodziej Kanapek (Wydawnictwo Polarny Lis 2018 r.) nr ISBN: 9788394899912[18]
- Étienne Willem, Miecz Ardeńczyka (Wydawnictwo Egmont Polska 2018 r.) nr ISBN: 9788328126725[19]
- Étienne Willem, Podniebny Harry. Tom 1. Wakanda. (Wydawnictwo Egmont Polska 2018 r.) nr ISBN: 9788328135253[20]
- Delphine Perret, Bjorn. Sześć opowieści z lasu. (Wydawnictwo Wytwórnia 2018 r.) nr ISBN: 9788364011580[21]
- Alex Alice, Gwiezdny zamek. Rycerze Marsa (Wydawnictwo Egmont Polska 2018 r.) nr ISBN: 9788328127845[22]
- Delphine Perret, Bjorn w wielkim świecie (Wydawnictwo Wytwórnia 2019 r.) nr ISBN: 9788364011702[23]
- Marc Boutavant, Astrid Desbordes, Edzio i przyjaciele. Urodziny Edzia. (Wydawnictwo Wytwórnia 2019 r.) nr ISBN: 9788364011672[24]
- Astrid Desbordes, Pauline Martin, Przyjaźń (Wydawnictwo Entliczek 2019 r.) nr ISBN: 9788363156312[25]
- Davide Cali, Top Car (Wydawnictwo Kinderkulka 2019 r.) nr ISBN: 9788395179266[26]
- Pauline Martin, Jean-Baptiste Del Amo, Tak jak ty (Wydawnictwo Entliczek 2019 r.) nr ISBN: 9788363156329[27]
- Alex Alice, Gwiezdny zamek. Francuz na Marsie. (Wydawnictwo Egmont Polska 2019 r.) nr ISBN: 9788328127852[28]
- Sébastien Samson, Mój nowojorski maraton (Wydawnictwo Marginesy 2019 r.) nr ISBN: 9788366335240[29]
- Julie Mercier, Moje pierwsze memo. Zwierzęta (Wydawnictwo Adamada 2019 r.) nr ISBN: 9788381180719[30]
- Emilie Chazerand, Brat ze słoika (Wydawnictwo Kinderkulka 2019 r.) nr ISBN: 9788395179280[31]
- François Gravel, Strzeż się starych książek (Wydawnictwo Polarny Lis 2019 r.) nr ISBN: 9788395350146[32]
- Jérémie Royer, Fabien Grolleau, Darwin. Jedyna taka podróż (Wydawnictwo Marginesy 2019 r.) nr ISBN: 9788366335486[33]
- Maciek Blaźniak, Marine Carteron, Wyprawa po serce Overworldu (Wydawnictwo Polarny Lis 2019 r.) nr ISBN: 9788395350160[34]
- Christelle Dabos, Lustrzanna. Zimowe Zaręczyny (Wydawnictwo Entliczek 2019 r.) nr ISBN: 9788363156336[35]
- Virginie Greiner, Daphné Collignon, Tamara Łempicka (Wydawnictwo Marginesy 2019 r.) nr ISBN: 9788366335493[36]
- Marc Boutavant, Astrid Desbordes, Edzio i przyjaciele. Edzio i tajemnica zupy. (Wydawnictwo Wytwórnia 2020 r.) nr ISBN: 9788364011733[37]
- Emilio Van der Zuiden, Agatha Christie. Beresfordowie. Tajemniczy przeciwnik. (Wydawnictwo Egmont Polska 2020 r.) nr ISBN: 9788328198012[38]
- Benjamin von Eckartsberg, Tsai Chaiko, Agatha Christie. Herkules Poirot. Morderstwo w Orient Expressie (Wydawnictwo Egmont Polska 2020 r.) nr ISBN: 9788328198029[39]
- Dominique Ziegler, Olivier Dauger, Agatha Christie. Miss Marple. Noc w bibliotece. (Wydawnictwo Egmont Polska 2020 r.) nr ISBN: 9788328198036[40]
- Jean-Marc Rochette, Wilk (Wydawnictwo Marginesy 2020 r.) nr ISBN: 9788366335769[41]
- Marc Boutavant, Colas Gutman, Zapchlony Kundel (Wydawnictwo Wytwórnia 2020 r.) nr ISBN: 9788364011740[42]
- Étienne Willem, Podniebny Harry. Chicago. Tom 3 (Wydawnictwo Egmont Polska 2020 r.) nr ISBN: 9788328197008[43]
- Pierre Christin, Sebastian Verdier, Orwell (Wydawnictwo Marginesy 2020 r.) nr ISBN: 9788366500136[44]
- Christelle Dabos, Zaginieni z Księżycowa (Wydawnictwo Entliczek 2020 r.) nr ISBN: 9788363156411[45]
- Marc Boutavant, Colas Gutman, Zapchlony Kundel na plaży (Wydawnictwo Wytwórnia 2020 r.) nr ISBN: 9788364011788[46]
- Jean Harambat, Klub detektywów (Wydawnictwo Marginesy 2020 r.) nr ISBN: 9788366500587[47]
- Morgan Audic, Jaskółki z Czarnobyla (Wydawnictwo Mova 2020 r.) nr ISBN: 9788366611405[48]
- Astrid Desbordes, Pauline Martin, Mój dom (Wydawnictwo Entliczek 2020 r.) nr ISBN: 9788363156398[49]
- Romuald Gleyse, Jean-Françoise Vivier, Agatha Christie. Herkules Poirot. Tajemnicza historia w Styles (Wydawnictwo Egmont Polska 2020 r.) nr ISBN: 9788328158474[50]
- Damien Callixte, Isabelle Bottier, Agatha Christie. Herkules Poirot. Śmierć na Nilu (Wydawnictwo Egmont Polska 2020 r.) nr ISBN: 9788328158467[51]
- Guillaume Gueraud, Sébastien Mourrain, Jeszcze zobaczycie... (Wydawnictwo Polarny Lis 2020 r.) nr ISBN: 9788395350184[52]
- Adele Tariel, 1000 krów (Wydawnictwo Kinderkulka 2020 r.) nr ISBN: 9788395844317[53]
- Christelle Dabos, Lustrzanna. Pamięć Babel (Wydawnictwo Entliczek 2020 r.) nr ISBN: 9788363156442[54]
- Astrid Desbordes, Pauline Martin, To, co najcenniejsze (Wydawnictwo Entliczek 2021 r.) nr ISBN: 9788363156473[55]
- Marc Boutavant, Colas Gutman, Zapchlony Kundel jest zakochany (Wydawnictwo Wytwórnia 2021 r.) nr ISBN: 9788364011894[56]
- Marc Boutavant, Astrid Desbordes, Edzio i przyjaciele. Edzio i nocna wyprawa (Wydawnictwo Wytwórnia 2021 r.) nr ISBN: 9788364011856[57]
- Cédric Gras, Alpiniści Stalina (Wydawnictwo Mova 2021 r.) nr ISBN: 9788366718968[58]
- Didier Quella-Guyot, Agatha Christie. Herkules Poirot. Rendez-vous ze śmiercią. (Wydawnictwo Egmont Polska 2021 r.) nr ISBN: 9788328159310[59]
- Frédéric Brémaud, Alberto Zanon, Agatha Christie. Herkules Poirot. A.B.C. (Wydawnictwo Egmont Polska 2021 r.) nr ISBN: 9788328159327[60]
- Christelle Dabos, Lustrzanna. Echa nad światem (Wydawnictwo Entliczek 2021 r.) nr ISBN: 9788363156480[61]
- Guy Delisle, Shenzhen (Wydawnictwo Kultura Gniewu 2021 r.) nr ISBN: 9788366128743[62]
- Alex Alice, Alain Ayroles, Chimery Wenus. Tom 1 (Wydawnictwo Egmont Polska 2021 r.) nr ISBN: 9788328159204[63]
- Lorea De Vos, Gdzie jesteś, małpko? (Wydawnictwo Kinderkulka 2021 r.) nr ISBN: 9788395844362[64]
- Catel, Anne Goscinny, Lukrecja poza zasięgiem (Wydawnictwo Znak emotikon 2021 r.) nr ISBN: 9788324075188[65]
- Romuald Gleyse, Jean-Françoise Vivier, Agatha Christie. Herkules Poirot. I nie było już nikogo (Wydawnictwo Egmont Polska 2021 r.) nr ISBN: 9788328149298[66]
- Rodolphe Daniel Jacquette, Olivier Roman, Sprague (Wydawnictwo Sideca 2021 r.) nr ISBN: 9788365597120[67]
- Emmanuelle Lepetit, Skarb Mikołajka (Wydawnictwo Znak emotikon 2022 r.) nr ISBN: 9788324076949[68]
- Bruce Jones, Andreas Martens, RELAX nr 36 (Wydawnictwo Labrum 2022 r.) nr ISBN: 9770209015105[69]
- Hubert Reeves, Daniel Casanave, Po co nam lasy? (Wydawnictwo Debit 2022 r.) nr ISBN: 9788380575806[70]
- Étienne Willem, Stary cybuch i jedwabna pończoszka (Wydawnictwo Egmont Polska 2022 r.) nr ISBN: 9788328149205[71]
- Hubert Reeves, Daniel Casanave, Po co nam oceany? (Wydawnictwo Debit 2022 r.) nr ISBN: 9788380575943[72]
- Oger Tiburce, Buffalo Runner (Wydawnictwo Lost in Time 2022 r.) nr ISBN: 9788367270083[73]
- Francois-Regis Gaudry, Italia na talerzu (Wydawnictwo Znak Koncept 2022 r.) nr ISBN: 9788324083497[74]
- Patrick Cothias, André Juillard, 7 żywotów Krogulca (Wydawnictwo Kurc 2022 r.) nr ISBN: 9788396573209[75]
- Gallagher Fenwick, Wołodymyr Zełenski. Ukraina we krwi (Wydawnictwo Mova 2022 r.) nr ISBN: 9788367335881[76]
- Caza, Caryl Férey,Adi Granov, Tibor Cs. Horváth, Alexandro Jodorowsky, Péter Kuczka, Ernö Zöràd, RELAX nr 39 (Wydawnictwo Labrum 2022 r.) nr ISBN: 9770209015204[77]
- Hubert Reeves, Po co nam bioróżnorodność? (Wydawnictwo Debit 2022 r.) nr ISBN: 9788380576179[78]
- Ronan Le Breton, Sébastien Grenier, Arawn #1 (Wydawnictwo Lost in Time 2022 r,) nr ISBN: 9788367270168[79]
- Dominique Ziegler, Olivier Dauger, Agatha Christie. Miss Marple. Hotel Bertram (Wydawnictwo Story House Egmont 2022 r.) nr ISBN: 9788328154094[80]
- Marc Boutavant, Astrid Desbordes, Edzio i przyjaciele. Edzio i świąteczni goście (Wydawnictwo Wytwórnia 2022 r.) nr ISBN: 9788367032094[81]
- Virginie Augustin, Ryan Barry, Pim Bos, Marc Caro, Étienne Chaize, Anne Citron, François Corteggiani, Jean Dalin, Jorg De Vos, Jonathan Djob Nkondo, Antoine Dode, Claude Ecken, Jerry Frissen, Ken Grobe, Fabien Grolleau, Richard Guérineau, Elie Huault, Pierre Jeanneau, Ninja Jo, Donnie Ka, Afif Khaled, Bruno Lecigne, Otto Maddox, Masha Moran, Karla Pacheco, Frederik Peeters, Nikolai Pisarev, Homero Rios, Natacha Ruck, Sagar, Laurent Siefer, Peter Snejbjerg, James Stokoe, Nicolas Tellop, Toru Terada, Elene Usdin, Mark Waid, Aimée de Jongh, Métal Hurlant, (Wydawnictwo Labrum 2022 r.) nr ISBN: 9772720361204[82]
- Andreas Martens, Rafał Skarżycki, RELAX nr 40 (Wydawnictwo Labrum 2022 r.)[83]
- Anne Goscinny, Szczęście Mikołajka (Wydawnictwo Znak emotikon 2023 r.) nr ISBN: 9788324093175[84]
- Maiwenn Alix, Prawdziwe życie. Pamięć operacyjna (Wydawnictwo Widnokrąg 2023 r.) nr ISBN: 9788396609052[85]
- Olivier Norek, Mniejsze zło (Wydawnictwo Mova 2023 r.) nr ISBN: 9788367335287[86]
- Sébastien Grenier, Ronan Le Breton, Arawn #2 (Wydawnictwo Lost In Time 2023 r.) nr ISBN: 9788367270328[87]
- Leo Grasset, Ewolucja, czyli jeden wielki bajzel (Wydawnictwo Znak Koncept 2023 r.) nr ISBN: 9788324087167[88]
- Maiwenn Alix, Prawdziwe życie. Restart (Wydawnictwo Widnokrąg 2023 r.) nr ISBN: 9788396691675[89]
- Romain Benassaya, Joann Urgell, Arka, (Wydawnictwo Lost in Time 2023 r.) nr ISBN: 9788367270373[90]
- Anchel, Julian Bohdanowicz, Pascal Croci, Roman Gajewski, Marcin Lechna, Andreas Martens, Bartosz Minkiewicz, Tomasz Niewiadomski, Yanick Paquette, Francois Riviere, Craig Russell, Mark Russell, P. Craig Russell, Przemysław Soroka, Wojciech Stefaniec, Bernie Wrightson, RELAX nr 42 (Wydawnictwo Labrum 2023 r.) nr ISBN: 9770209015303[91]
- Frédéric Brémaud, Alberto Zanon, Agatha Christie. Herkules Poirot. Tragedia w trzech aktach (Wydawnictwo Egmont Polska 2023 r.) nr ISBN: 9788328156630[92]
- Alex Alice, Gwiezdny zamek. Międzyplanetarna wystawa z 1875 roku – tom 6 (Wydawnictwo Egmont Polska 2023 r.) nr ISBN: 9788328154995[93]
- Caza, Daniel Chmielewski, Przemysław Dedelis, Philippe Druillet, André Franquin, Janek Koza, Andreas Martens, Bartosz Minkiewicz, Daniel Odija, Yanick Paquette, Francois Riviere, Mark Russell, Debora Santos, Krzysztof Skiba, Kamil Śmiałkowski, Przemysław Soroka, Jimmy Stamp, Wojciech Stefaniec, Bernie Wrightson, Bartosz Zaskórski, RELAX nr 43 (Wydawnictwo Labrum 2023 r.) nr ISBN: 977020901530309[94]
- Manu Larcenet, Blast: Tom 2 (Wydawnictwo Mandioca 2023 r.) nr ISBN: 9788396483584[95]
- François-Régis Gaudry, Francja na talerzu (Wydawnictwo Znak Koncept 2023 r.) nr ISBN: 9788324094028[96]
- Grun, Sylvain Runberg, Łowcy relikwii (Wydawnictwo Lost In Time 2023 r.) nr ISBN: 9788367270502
- Lisa Blumen, Pim Bos, Laurent Genefort, Richard Guérineau, Lewis Trondheim, Mark Waid, Métal Hurlant (Wydawnictwo Labrum 2023 r.) nr ISBN: 977272036130308[97]
- Marc Chalier, Agatha Christie. Herkules Poirot. Zbrodnia na festynie (Wydawnictwo Egmont Polska 2023 r.) nr ISBN: 9788328156807[98]
- Anne Goscinny, Catel, Lukrecja zdobywa 8 (Wydawnictwo Znak Emotikon 2023 r.) nr ISBN: 9788324093526[99]
- Gilles Clément, Vincent Gravé, Wielki ogród (Wydawnictwo Wytwórnia 2023 r.) nr ISBN: 9788367032247[100]
- Iegor Gran, Z jak zombi (Wydawnictwo NOWE 2023 r.) nr ISBN: 9788367936002[101]
- Steve Cuzor, Yves Sente, Sztandar Czarnej Gwiazdy (Wydawnictwo Mandioca 2023 r.) nr ISBN: 9788396843937[102]
- Basile Michel, Dzielnice kulturalne i kreatywne. Wieloznaczność sztuki kultury w mieście postindustrialnym (Instytut Kultury Miejskiej, Wysoki Zamek, Krakowskie Biuro Festiwalowe 2023 r.) nr ISBN: 9788396949134[103]
- Igor Kordey, Darko Macan, Colt & Papper (Wydawnictwo Lost in Time 2023 r.) nr ISBN: 9788367270601[104]
- Philippe Adamov, Patrick Cothias, Wody Morteluny księga 2 (Wydawnictwo Kurc 2023 r.) nr ISBN: 9788396917799[105]
- Alias, Marc Caro, Caza, Nicole Claveloux, Serge Clerc, Luc Cornillon, Beb Deum, Jean-Pierre Dionnet, Dodo, Philippe Druillet, DidIer Eberoni, Jean-Claude Gal, Paul Gillon, Jean Giraud (Moebius), Dominique Hé, Kent Hutchinson, Rodolphe Daniel Jacquette, Jano, Nicolas Labarre, Sergio Macedo, Nikita Mandryka, Frank Margerin, Chantal Montellier, Jean-Michel Nicollet, Picaret, Christophe Quillien, Ben Radis, Francois Riviere, François Schuiten, Luc Schuiten, Denis Sire, Romain Slocombe, Jacques Tardi, Georges Trouin Tramber, Jean-Louis Tripp, Métal Hurlant (Wydawnictwo Labrum 2023 r.) nr ISBN: 9772720361303[106]
- Philippe Druillet, André Franquin, Roman Gajewski, Jean Giraud (Moebius), Andreas Martens, Milorad Vicanovic Maza, Bartosz Minkiewicz, Oktawia Ogniew, Yanick Paquette, Mark Russell, Przemysław Soroka, Wojciech Stefaniec, Marko Stojanović, Piotr Szulc, Tudor Topa, Robert Waga, Bernie Wrightson, RELAX nr 44 (Wydawnictwo Labrum 2023 r.) nr ISBN: 977020901530312[107]
- Philippe Xavier, Tango - Integral I (Wydawnictwo Lost In Time 2024 r.) nr ISBN: 9788367270625[108]
- Manu Larcenet, Terapia grupowa (Wydawnictwo Mandioca 2024 r.) nr ISBN: 9788396843951[109]
- Boris Bakliža, Łukasz Bogacz, Daniel Chmielewski, Djief, Roman Gajewski, Gir, Piotr Herla, Grzegorz Janusz, Tomasz Kontny, Jacques Lob, Andreas Martens, Bartosz Minkiewicz, Tomasz Niewiadomski, Daniel Odija, Yanick Paquette, Tomasz Piorunowski, Mark Russell, Antoni Serkowski, Liam Sharp, Wojciech Stefaniec, Marko Stojanović, Jakub Topor, Jean Van Hamme, Robert Waga, Bernie Wrightson RELAX nr 45 (Wydawnictwo Labrum 2024 r.) nr ISBN: 977020901540203[110]
- Fred Beltran, Charles Berbérian, Nathanaelle (Wydawnictwo Kurc 2024 r.) nr ISBN: 9788397073104[111]
- Marc Boutavant, Colas Gutman, Zapchlony Kundel i jego paczka (Wydawnictwo Wytwórnia 2024 r.) nr ISBN: 9788367032292[112]
- Julien Hirsinger, Cathy Karsenty, Constance Verluca, Raz tak, raz na opak (Wydawnictwo Polarny Lis 2024 r.) nr ISBN: 9788396719416[113]
- Manu Larcenet, Droga (Wydawnictwo Mandioca 2024 r.) nr ISBN: 9788396843968[114]
- Julien Hirsinger, Cathy Karsenty, Constance Verluca, Raz tak, raz na opak w szkole (Wydawnictwo Polarny Lis 2024 r.) nr ISBN: 9788396719423[115]
- Derf Backderf, Ryan Barry, Pim Bos, Éric Corbeyran, Julien Lambert, Stephane Levallois, Otto Maddox, Chantal Montellier, Laurent Siefer, Jake Thomas, Elene Usdin Métal Hurlant (Wydawnictwo Labrum 2024 r.) nr ISBN: 9772720361402[116]
- Riff Reb's, Wilk morski (Wydawnictwo Mandioca 2024 r.) nr ISBN: 9788397166004[117]
- Adele Rosenfeld, Meduzy nie mają uszu (Wydawnictwo Mova 2024 r.) nr ISBN: 9788383710396[118]
- Isabelle Bottier, Emmanuel Despujol, Agatha Christie. Zakończeniem jest śmierć (Wydawnictwo Egmont Polska 2024 r.) nr ISBN: 9788328167568[119]
- Jean Van Hamme, William Vance, XIII Tom 1 (Wydawnictwo Egmont Polska 2024 r.) nr ISBN: 9788328153813[120]
- Jean Van Hamme, William Vance, XIII Tom 2 (Wydawnictwo Egmont Polska 2024 r.) nr ISBN: 9788328153820[121]
- Marcin Bałczewski, Luko Czakowski, Gerry Finley-Day, Larry Hancock, Dawid Malik, Peter Miligan, Bartosz Minkiewicz, Steve Moore, Przemysław Soroka, Wojciech Stefaniec, Kelly Thompson, Jakub Topor, Billy Tucci, Stanisław Tym, Jean Van Hamme, Robert Waga, RELAX nr 47 (Wydawnictwo Labrum 2024 r.) nr ISBN: 977020901540209[122]
- Gwendal Fossois, Harry Potter i Zakon Filozofów (Wydawnictwo Znak Koncept 2024 r.) nr 094912[123]
- Paul Brizzi, Gaetan Brizzi, Piekło Dantego (Wydawnictwo Mandioca 2024 r.) nr ISBN: 9788397278646[124]
- Isabelle Bottier, Damien Callixte, Agatha Christie. Herkules Poirot. Morderstwo w Boże Narodzenie (Wydawnictwo Egmont Polska 2024 r.) nr ISBN: 9788328167575[125]
- Jostein Gaarder, Świat Zofii. Tom 2. Historia filozofii od Kartezjusza do współczesności (Wydawnictwo Czarna Owca 2024 r.) nr ISBN: 9788382522754[126]
- Caza, Świat Arkadiego. Księga 1 (Wydawnictwo Lost in Time 2024 r.) nr ISBN: 9788368346008[127]
- Philippe Xavier, Tango. Integral II (Wydawnictwo Lost in Time 2024 r.) nr ISBN: 9788368346015[128]
- Colin Wilson, Thierry Smolderen, W cieniu Słońca (Wydawnictwo Studio Lain 2024 r.) nr ISBN: 9788397221123[129]
- Jean Van Hamme, Jim Watson, Thierry Smolderen, Gerry Finley-Day, Kelly Thompson, Jean-Pierre Gibrat, Wojciech Stefaniec, Daniel Odija, Daniel Chmielewski, Luko Czakowski, Paul Gillon, Beltran, Patrick Cauvin, Rafał Skarżycki, Przemysław Soroka, RELAX nr 48 (Wydawnictwo Labrum 2024 r.) nr ISBN: 977020901540212[130]
- Catel, Anne Goscinny, Lukrecja i przygoda życia (Wydawnictwo Znak Literanova 2025 r.) nr ISBN: 9788324098569[131]
- Caza, Świat Arkadiego. Księga 2 (Wydawnictwo Lost in Time 2025 r.) nr ISBN: 9788368346138[132]
- Kelly Thompson, Luko Czakowski, Bartosz Minkiewicz, Gerry Finley-Day, Philippe Caza, Pat Mills, Michał „Śledziu” Śledziński, Jim Watson, Daniel Odija, Wojciech Stefaniec, Kajetan Kusina, Grzegorz Janusz, Rafał Skarżycki, RELAX nr 49 (Wydawnictwo Labrum 2025 r.) nr ISBN: 977020901550103
- Juliette Lagrange, Sówka Stefka (Wydawnictwo Polarny Lis 2025 r.) nr ISBN: 9788396719447[133]
- Jean Van Hamme, William Vance, XIII Tom 3 (Wydawnictwo Egmont Polska 2025 r.) nr ISBN: 9788328171268[134]

## Nagrody i nominacje
- Nagroda w ramach Plebiscytu Blogerów Lokomotywa 2019 w kategorii Przekład za powieść Lustrzanna. Zimowe zaręczyny Christelle Dabos
- Nagroda translatorska im Sophie Castille 2024 za przekład komiksu Terapia grupowa Manu Larceneta